# Église de l'Intercession-de-la-Mère-de-Dieu d'Ostojenka
Pour les articles homonymes, voir Église de l'Intercession-de-la-Mère-de-Dieu.
L'église de l'Intercession-de-la-Mère-de-Dieu d'Ostojenka (Храм Покрова Пресвятой Богородицы на Остоженке) est une église de Moscou affiliée à l'Église vieille-ritualiste. Elle se trouve dans le quartier d'Ostojenka, ruelle Tourtchaninov au n°4. Elle a été construite en 1907-1908 selon les dessins de Vladimir Adamovitch et de Vladimir Maïat. L'église a été fermée par les communistes en 1932 et rendue à la paroisse des vieux-croyants en 1992. Elle est inscrite à la liste des biens culturels d'importance régionale.